# Skiold (1792)
Lo HDMS Skiold è stata un vascello da 74 cannoni in servizio tra il 1773 e il 1807 nella Reale Marina dei Regni di Danimarca e Norvegia, e tra il 1807 e il 1825 nella Royal Navy britannica.

## Storia
Ultima unità delle 11 appartenenti alla classe Prindsesse Sophia Frederica progettata dall'ingegnere navale Henrik Gerner (1742-1787), il vascello da 74 cannoni Skiold fu impostato presso il cantiere navale di Copenaghen il 23 settembre 1790, varato il 7 dicembre 1792 ed entrò in servizio attivo nel 1793.
Fu catturato dalla Royal Navy dopo la battaglia di Copenaghen il 7 settembre 1807, ed immessa in servizio come HMS Skiold. All'atto della cattura l'armamento era composto da 28 cannoni da 32 libbre, 28 da 18 libbre, 6 da 12 libbre,  12 carronate da 32 libbre e 6 da 18 libbre. Arrivata a Portsmouth il 2 dicembre dello stesso anno venne disalberata, e la sua immissione in servizio attivo con il nome di HMS Somerset fu cancellata nel 1809. Divenuta nave prigione tra l'ottobre e il dicembre 1811, l'anno successivo venne immessa in servizio. La nave venne venduta a John Small Sedger, per la cifra di 3.200 sterline, il 20 luglio 1825 e subito demolita a Rotherhithe.

### Fonti
1. 1 2 3 4 5 6  Lyon, Winfield 2004, p. 48.
2. 1 2  Tree Decks.
3. 1 2 3  Tree Decks.